# 端紅鳳梨
端紅鳳梨（学名：Neoregelia spectabilis）为鳳梨科彩葉鳳梨屬下的一个种。 原産於巴西南部雨林。可長到40（16英寸）高、80（31英寸）寬。一株就可能有30多片葉子，內部為紅色。夏天開藍花，有粉色或紅色苞片。
其種加詞spectabilis意思是炫目的、壯觀的。
可適應的最低溫度為10 °C（50 °F），端紅鳳梨因此成爲了溫帶地區的室內盆栽植物。曾獲得英國皇家園藝協會的園林優異獎。

## 扩展阅读
- 維基物種上的相關：端紅鳳梨